# Xã Birch Creek, Quận Pine, Minnesota
Xã Birch Creek (tiếng Anh: Birch Creek Township) là một xã thuộc quận Pine, tiểu bang Minnesota, Hoa Kỳ. Năm 2010, dân số của xã này là 233 người.